# Paul Kossoff
Pour les articles homonymes, voir Kossoff.
Paul Francis Kossoff, (14 septembre 1950 à Hampstead, Londres - 19 mars 1976) est un guitariste britannique, principalement connu pour avoir été membre du groupe Free entre 1968 et 1973. Son jeu flamboyant est remarquable sur des morceaux tels que The Hunter ou Mr Big.

## Biographie
Paul Kossoff (né Paul Francis Kossoff), fils de l'acteur David Kossoff, commence à jouer au milieu des années 1960 et donne son premier concert professionnel avec les Black Cat Bones, en compagnie du batteur Simon Kirke. Le groupe fait notamment de nombreuses premières parties pour Fleetwood Mac avec Peter Green. Black Cat Bones a également joué avec le pianiste de blues Champion Jack Dupree.
En 1968, Paul Kossoff et Simon Kirke rejoignent Paul Rodgers et Andy Fraser pour former le groupe Free. Ils obtiennent le succès avec le troisième album Fire and Water et la chanson All Right Now en 1970. Cependant, les problèmes de Paul Kossoff avec la drogue l'amenent à perdre de son influence au sein du groupe dès cette même année. De l'avis du batteur Simon Kirke, cette dépendance à la drogue et la descente aux enfers de Kossoff, serait la conséquence directe de la mort de Jimi Hendrix, son idole de toujours dont la disparition l'a fortement affecté. Le groupe se sépare une première fois en 1971. Kossoff en profite pour sortir un album intitulé Kossoff, Kirke, Tetsu and Rabbit, toujours en compagnie de Simon Kirke et avec John Bundrick et Tetsu Yamauchi.
Free se reforme en 1972 et sort l'album Free at Last puis Heartbreaker en 1973. Cependant sur ce dernier album, Andy Fraser a déjà quitté le groupe et Paul Kossoff n'est crédité que comme musicien additionnel sur certains titres, se montrant incapable d'assurer son rôle de guitariste à cause de son addiction à la drogue. Free se sépare définitivement en 1973.
Alors que Paul Rodgers et Simon Kirke forment Bad Company, Kossoff réalise un album solo intitulé Back Street Crawler. Afin de jouer cet album sur scène, il forme un groupe également nommé Back Street Crawler. Le groupe sort deux albums avant le décès de Paul Kossoff, survenu à bord d'un avion entre Los Angeles et New York, le 19 mars 1976, à la suite de problèmes cardiovasculaires consécutifs à sa dépendance à la drogue.

## Matériel

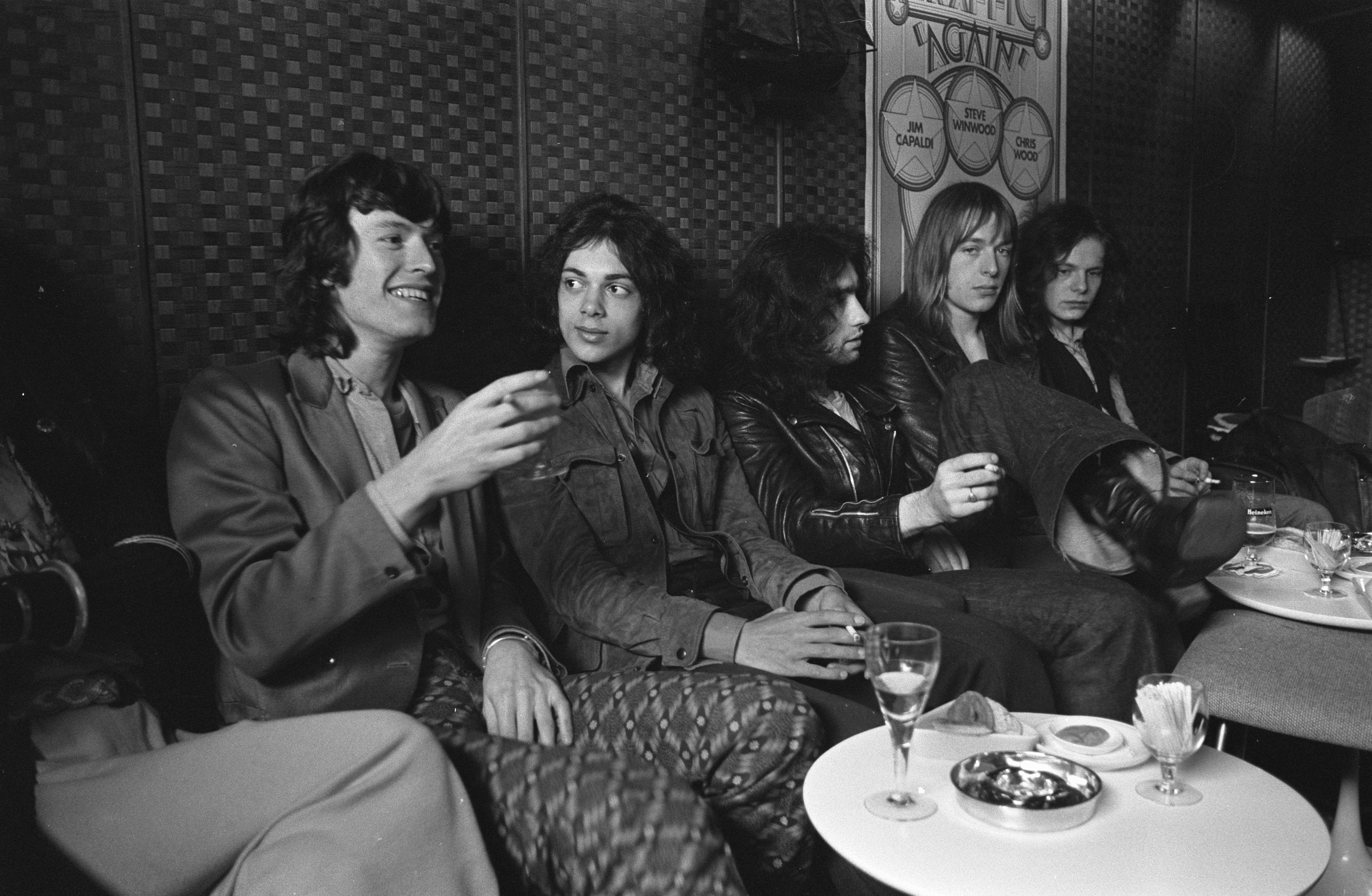
Steve Winwood & Free (Amsterdam, juillet 1970). De gauche à droite : Stevie Winwood, Andy Fraser, Paul Rodgers, Simon Kirke, Paul Kossoff.

### Guitares
Paul Kossoff utilisa au cours de sa carrière principalement des Gibson Les Paul produites dans les années 1957 à 1960,. À la suite d'une tournée commune avec Blind Faith, il échangea sa Gibson Les Paul Black Beauty de 1957 contre une Gibson Les Paul Standard Darkburst de 1958 appartenant à Eric Clapton.
Il utilisa également une Fender Stratocaster de 1957, comme on peut le voir sur la couverture de son album “Back Street Crawler". Dave Murray du groupe Iron Maiden fit acquisition de cette guitare à la suite de la mort de Kossoff.

### Amplificateurs
Il utilisa en concert avec Free principalement des amplificateurs Marshall JTM45 et Super Lead.
En studio, il utilisa un Selmer Treble and Bass Fifty pour le troisième album, sur lequel se trouve le morceau "All Right Now".
On peut aussi le voir utiliser des Orange et Fender Super Reverb.

## Discographie

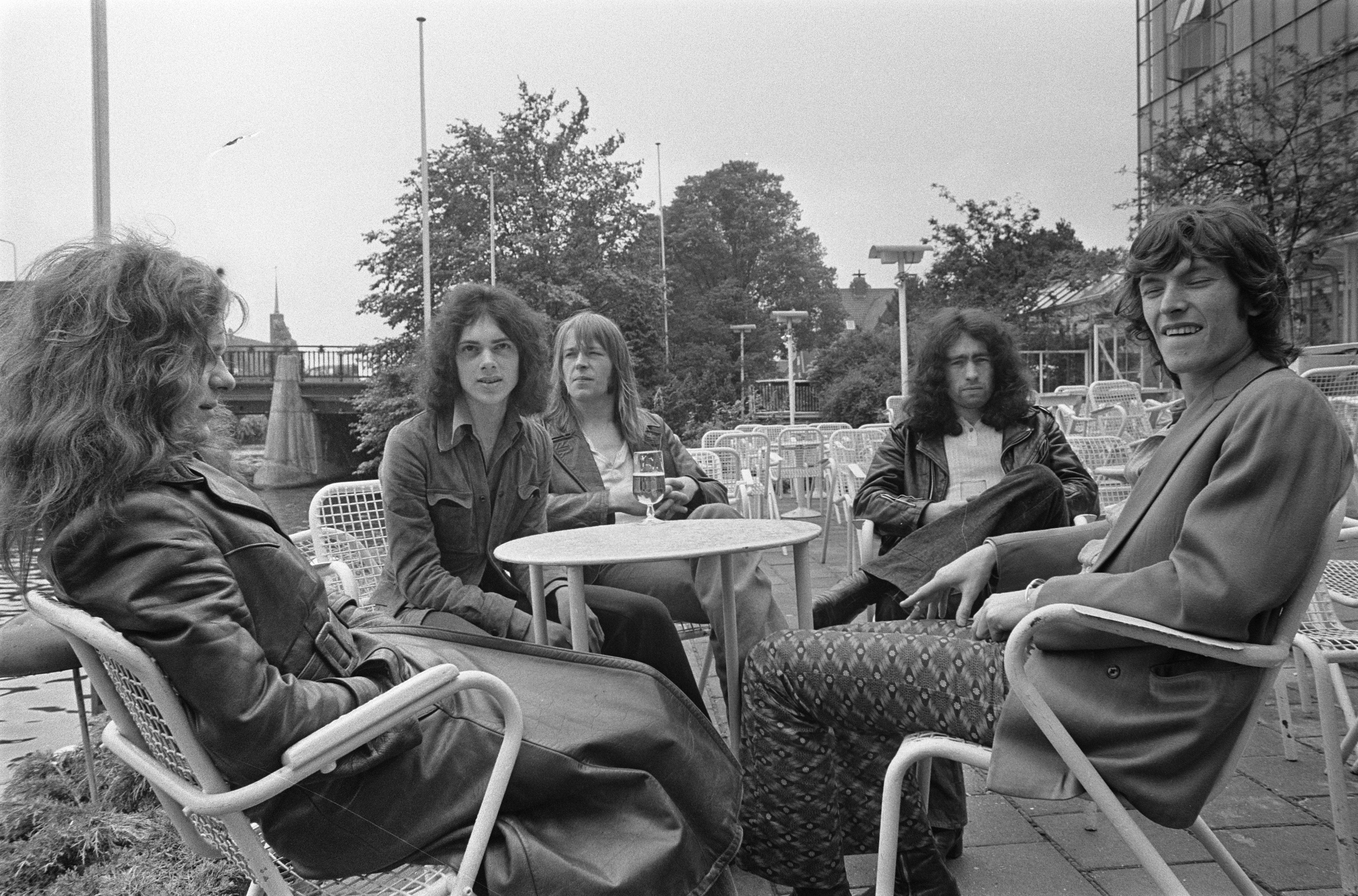
Free (Amsterdam, 1970). Paul Kossoff, Andy Fraser, Simon Kirke, Paul Rodgers & Steve Winwood

### Free

#### Albums studio
- Tons of Sobs (1968)
- Free (1969)
- Fire and Water (1970)
- Highway (1970)
- Free at Last (1972)
- Heartbreaker (1973)

#### Album live
- Free Live! (1971)

#### Compilations
- The Free Story (1974)
- The Best of Free (1975)
- Free and Easy, Rough and Ready (1976)
- Completely Free (1982)
- All Right Now: The Best of Free (1991)
- Molten Gold: The Anthology (1994) - 2 CD
- Free: All Right Now (1999)
- Songs of Yesterday (2000) - Coffret 5 CD
- Chronicles (2005) - 2 CD

### Kossoff/Kirke/Tetsu/Rabbit
- Kossoff/Kirke/Tetsu/Rabbit (1972)

### Solo

#### Album studio
- Back Street Crawler (1973)

#### Compilations
- Koss (1977) 2LP Compilation
- Blue Soul (1986) 2LP Compilation

### Back Street Crawler

#### Albums studio
- The Band Plays On (1975)
- Second Street (1976)

#### Album live
- Live at Croydon Fairfield Halls 15/6/75 (1983)

Après la mort de Paul Kossoff, le groupe a enregistré d'autres albums sous le nom de Crawler.
- Voir la discographie de Crawler sur Discogs : https://www.discogs.com/fr/artist/432847-Crawler